# Limnophyes inanispatina
Limnophyes inanispatina är en tvåvingeart som beskrevs av Langton och Moubayed 2001. Limnophyes inanispatina ingår i släktet Limnophyes och familjen fjädermyggor.
Artens utbredningsområde är Frankrike. Inga underarter finns listade i Catalogue of Life.